# Skontrum

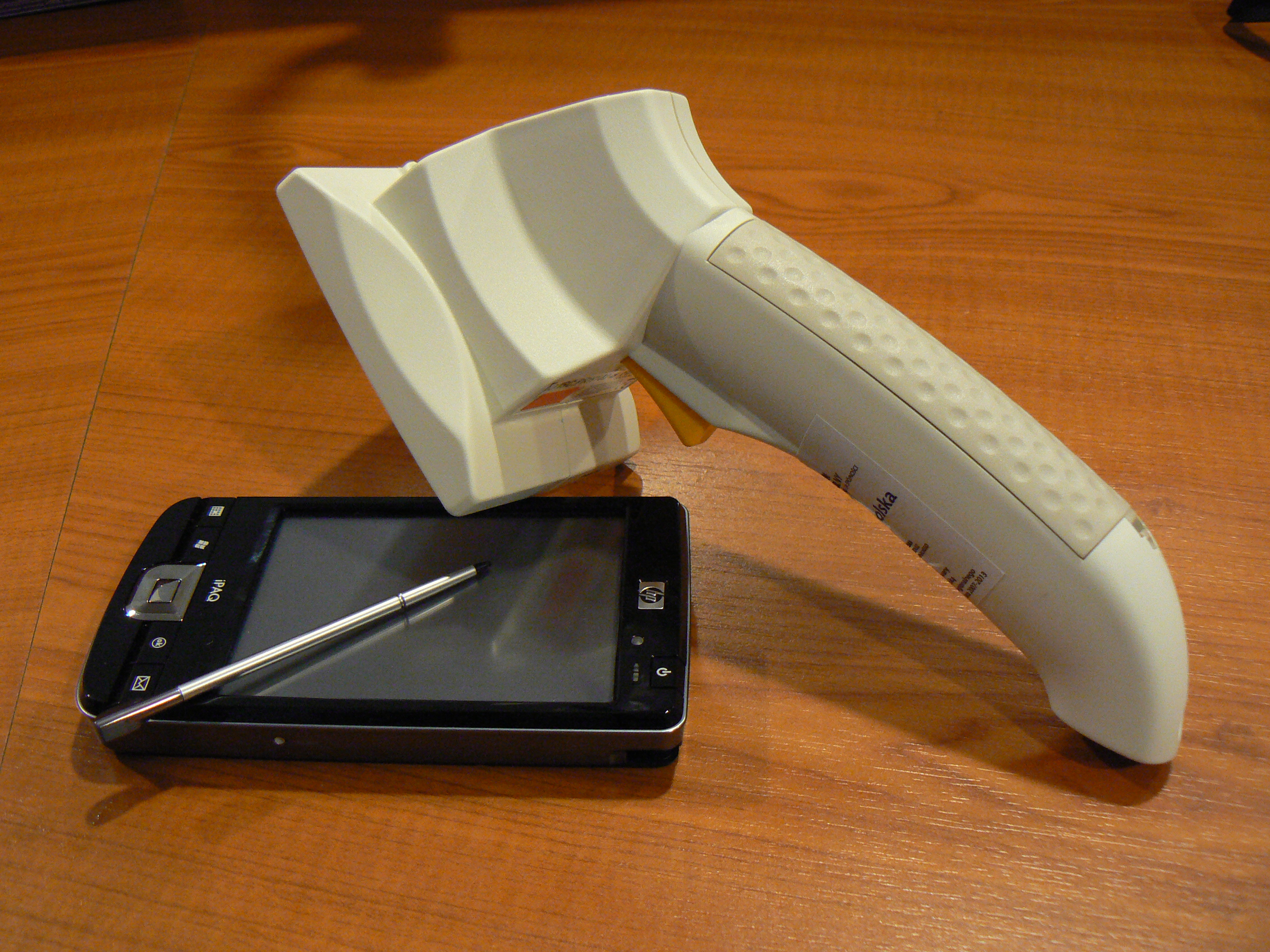
Narzędzia przenośne do skontrum i kontroli księgozbioru

Skontrum – kontrola zbiorów bibliotecznych lub archiwalnych, przeprowadzana w oparciu o istniejący inwentarz lub inną pomoc ewidencyjną, mająca na celu ustalenie stanu faktycznego zbiorów i ujawnienie braków (porównuje się zapis w inwentarzu z księgozbiorem/zasobem archiwalnym na półkach).
W bibliotekach, w zależności od wielkości biblioteki, można wyróżnić skontrum całościowe (w mniejszych bibliotekach) lub ciągłe (gdy wielkość zbiorów nie pozwala na jednorazowe ich sprawdzenie). Przeprowadza się je również podczas zalania biblioteki czy innej klęski, w celu ustalenia braków i ubytków. Skontrum przeprowadza się dodatkowo, gdy następuje zmiana bibliotekarza odpowiedzialnego za zbiory.